# Gilmar Popoca
Pour les articles homonymes, voir Gilmar (homonymie).
Augilmar Silva Oliveira, dit Gilmar Popoca (né à Manaus, le 18 février 1964), est un footballeur brésilien, évoluant comme milieu de terrain.